# Bruce Logan
Hubert Bruce Logan (2. marts 1886 - 24. november 1965) var en britisk roer fra Cambridge.
Logan deltog ved OL 1912 i Stockholm, hvor han som del af den britiske firer med styrmand vandt en sølvmedalje, kun besejret af en båd fra Tyskland i finalen. Bådens øvrige besætning var Julius Beresford, Karl Vernon, Charles Rought og styrmand Geoffrey Carr. Det var det eneste OL han deltog i.

## OL-medaljer
- 1912:  Sølv i firer med styrmand